# Кавендиш, Уильям, 1-й герцог Девонширский
Уильям Кавендиш, 1-й герцог Девонширский (англ. William Cavendish, 1th Duke of Devonshire; 25 января 1640 — 18 августа 1707) — английский солдат, дворянин и политик-виг, заседавший в Палате общин с 1661 по 1684 год, когда он унаследовал титул пэра своего отца в качестве графа Девоншира. Он был частью группы «Бессмертной семерки», которая пригласила Вильгельма III, принца Оранского, свергнуть короля Якова II с поста английского монарха во время Славной революции и был вознагражден возвышением до герцога Девонширского в 1694 году.

## Биография
Родился 25 января 1640 года. Старший сын Уильяма Кавендиша, 3-го графа Девоншира (1617—1684), и его жены леди Элизабет Сесил (1619—1689). После завершения своего образования он совершил обычное турне по Европе, а затем в 1661 году он был избран членом парламента для графства Дербишир в Кавалерском парламенте. Он был вигом при королях Карле II и Якове II, а также был лидером анти-придворной и антикатолической партии в Палате общин, где он был известен как лорд Кавендиш. В 1678 году он был одним из членов комитета, назначенного для составления статей импичмента против лорда-казначея лорда Дэнби.
Уильям Кавендиш был переизбран депутатом парламента от Дербишира на выборах 1679 и 1681 годов. Карл II Стюарт сделал его членом Тайного совета, но вскоре он удалился вместе со своим другом лордом Расселом, когда обнаружил, что римско-католические интересы неизменно преобладают. В январе 1681 года он внес в Палату лордов статьи об импичменте против лорда верховного судьи Уильяма Скроггса за его произвольное и незаконное разбирательство в суде королевской скамьи, а позже, когда король объявил о своём решении не подписывать законопроект об исключении герцога Йоркского (впоследствии Якова II), он внёс в Палату общин законопроект об объединении всех протестантских подданных его величества. Он также открыто осудил советников короля и проголосовал за обращение об их смещении. Он выступил в защиту лорда Рассела на суде и после осуждения дал самое убедительное доказательство своей привязанности, предложив обменяться одеждой с лордом Расселом в тюрьме, остаться на его месте и таким образом позволить ему совершить побег.
Знаменитый политический философ Томас Гоббс провел последние четыре или пять лет своей жизни в Чатсуорт-хаусе, принадлежащем семье Кавендишей, и умер в другом поместье Кавендишей, Хардвик-Холле, в декабре 1679 года. Он был другом семьи с 1608 года, когда впервые обучил более раннего Уильяма Кавендиша.
В 1684 году Уильям Кавендиш унаследовал титул пэра в качестве 4-го графа Девоншира после смерти своего отца, а затем заседал в Палате лордов. Он выступал против произвола Якова II до тех пор, пока его враги не нашли повод нейтрализовать его; после воображаемого оскорбления полковника Коулпеппера Кавендиш ударил своего противника и был немедленно оштрафован на огромную сумму в 30 000 фунтов стерлингов. Он не смог заплатить и был ненадолго заключен в тюрьму, пока не подписал облигацию (которая в конечном итоге была отменена королем Уильямом). Граф на некоторое время отправился в Чатсворт-хаус, где занялся возведением нового особняка, спроектированного Уильямом Талманом, с украшениями Антонио Веррио, Джеймса Торнхилла и Гринлинга Гиббонса.
Уильям Кавендиш был активным сторонником «Славной революции» 1688 года, которая привела Вильгельма III Оранского на английский трон, подписав в качестве одного из Бессмертной Семерки приглашение Вильгельму. По случаю коронации он был награжден орденом Подвязки. После Славной революции Уильям Кавендиш был ведущим вигом, служившим лордом-стюардом королевского двора (1689—1707).
12 мая 1694 года для Уильяма Кавендиша были созданы титулы 1-го герцога Девонширского и 1-го маркиза Хартингтона в знак признания Вильгельмом Оранским его заслуг. Его последней государственной службой была помощь в заключении союза с Шотландией, для переговоров о котором он и его старший сын, маркиз Хартингтон, был назначен в число уполномоченных королевой Анной.
Уильям Кавендиш получил почетную степень магистра в Кембриджском университете в 1705 году. За год до этого он способствовал завершению успешной карьеры певицы и танцовщицы Мэри Кэмпион (1687—1706). Считается, что она дала свое последнее выступление 14 марта 1704 года (и, возможно, она была дочерью одного из его слуг). Кавендиш сделал её своей любовницей на Болтон-стрит в Вестминстере, несмотря на то, что у него уже было несколько любовниц, несколько детей от них и, конечно же, от леди Мэри Батлер, его жены . У них родился ребёнок по имени Мэри Энн Кавендиш, прежде чем Мэри Кэмпион умерла от лихорадки 19 мая 1706 года. Кавендиш удивил многих, похоронив её в семейной церкви в экстравагантной гробнице. Он не присутствовал на её похоронах и умер, как говорят некоторые, в раскаянии, в следующем году.

## Семья
26 октября 1662 года лорд Уильям Кавендиш женился на леди Мэри Батлер (1646 — 31 июля 1710), дочери Джеймса Батлера, 1-го герцога Ормонда (1610—1688), и его жены, леди Элизабет Престон (1615—1684). У них было четверо детей:
- Леди Элизабет Кавендиш (1670—1741), вышла замуж за сэра Джона Уэнтуорта, 1-го баронета (1673—1720)
- Уильям Кавендиш, 2-й герцог Девонширский (ок. 1672 — 4 июня 1729), старший сын и преемник отца
- Лорд Генри Кавендиш (1673 — 10 мая 1700), член Палаты общин. 3 августа 1696 года он женился на Роде Картрайт (? — 1730), дочери политика Уильяма Картрайта
- Лорд Джеймс Кавендиш (до 1707 — 14 декабря 1751), член Палаты общин. 6 июля 1708 года женился на Энн Йеля (? — 1734), дочери британского купца Элайху Йеля.

## Титулатура
- 4-й граф Девонширский (с 23 ноября 1684)
- 4-й барон Кавендиш из Хардвика, Дербишир (с 23 ноября 1684).
- 1-й герцог Девонширский (с 12 мая 1694)
- 1-й маркиз Хартингтон, Дербишир (с 12 мая 1694).